# Casa Tabātabāei

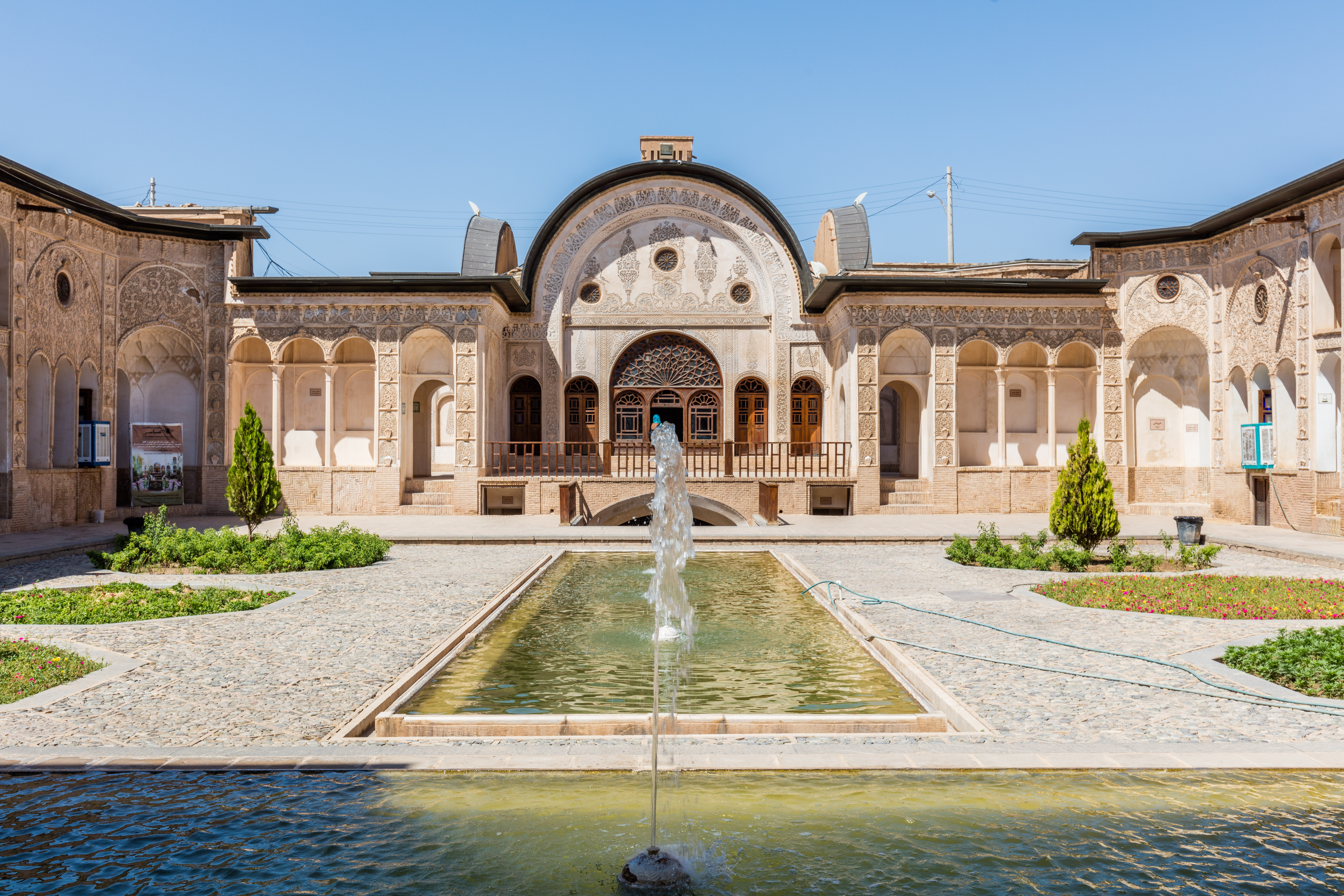
Vista de uno de los patios.

Tabātabāei o Chane-ye Tabatabayi (en persa: خانه طباطبایی‌ها‎) es una casa histórica situada en la ciudad oasis de Kashan en la provincia de Isfahán, Irán.  El constructor y propietario fue Sayyid Ja'far Tabatabayi, un rico comerciante de la dinastía Kayar.

## Historia
El edificio fue construido en 1834 y su arquitecto fue Ustad Ali Maryam, quien más tarde también construyó el Chane-ye Borudscherdi (1857). En el momento del establecimiento de "Chane-ye Borudscherdi", "Khaneh Tabatabaei" era considerado un punto de referencia arquitectónico por su belleza. Con la condición de que se construyera una casa para la novia, que sería tan hermosa como la que construyó Ustad Ali Maryam para los Tabatabayis, se celebró la boda entre la familia "Borudjerdi" y la familia "Tabatabaei". 
El complejo incluye cuatro patios, finas pinturas en sus muros, elegantes vitrales y una variedad de elementos tradicionales clásicos de la vida residencial de la época. La parte exterior, accesible a visitantes, lleva el nombre "Biruni" y la parte interior, puramente residenciales y, por lo tanto, inaccesible, el nombre "Andaruni".  Elementos "Rasmi-bandi" - y "Yazdi-bandi" de la cúpula conforman la vista interior de la cúpula. 

## Galería de imágenes

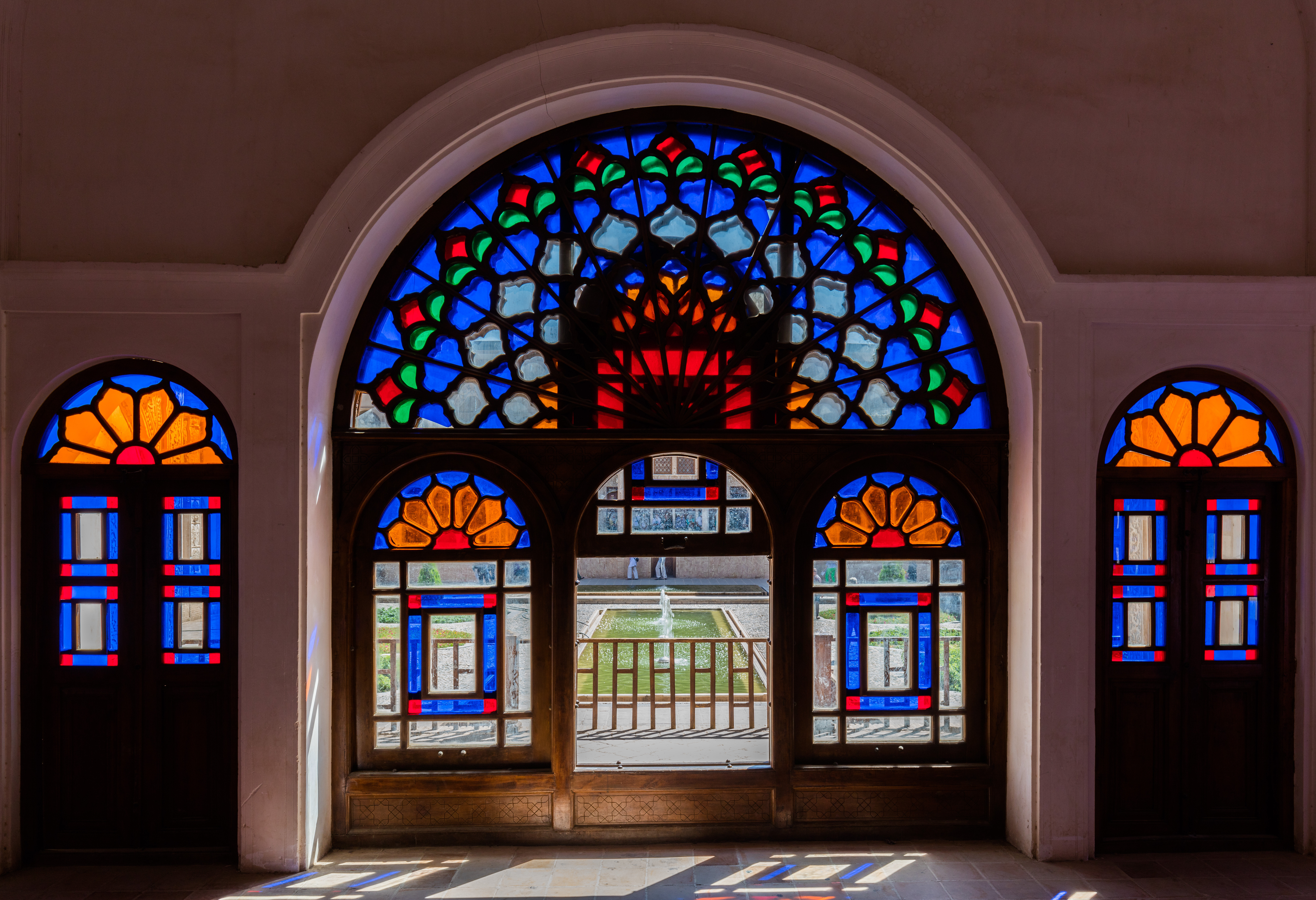
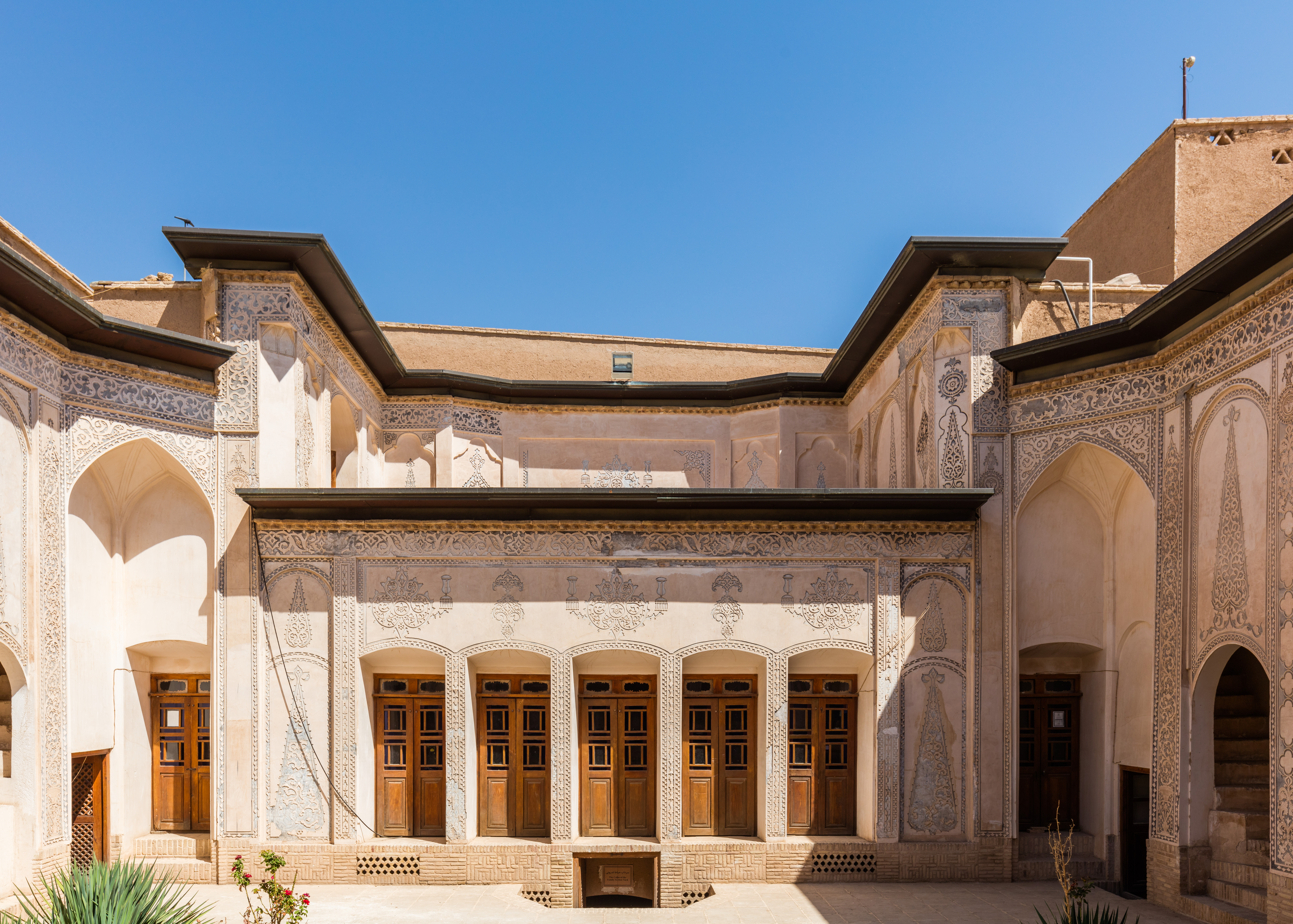
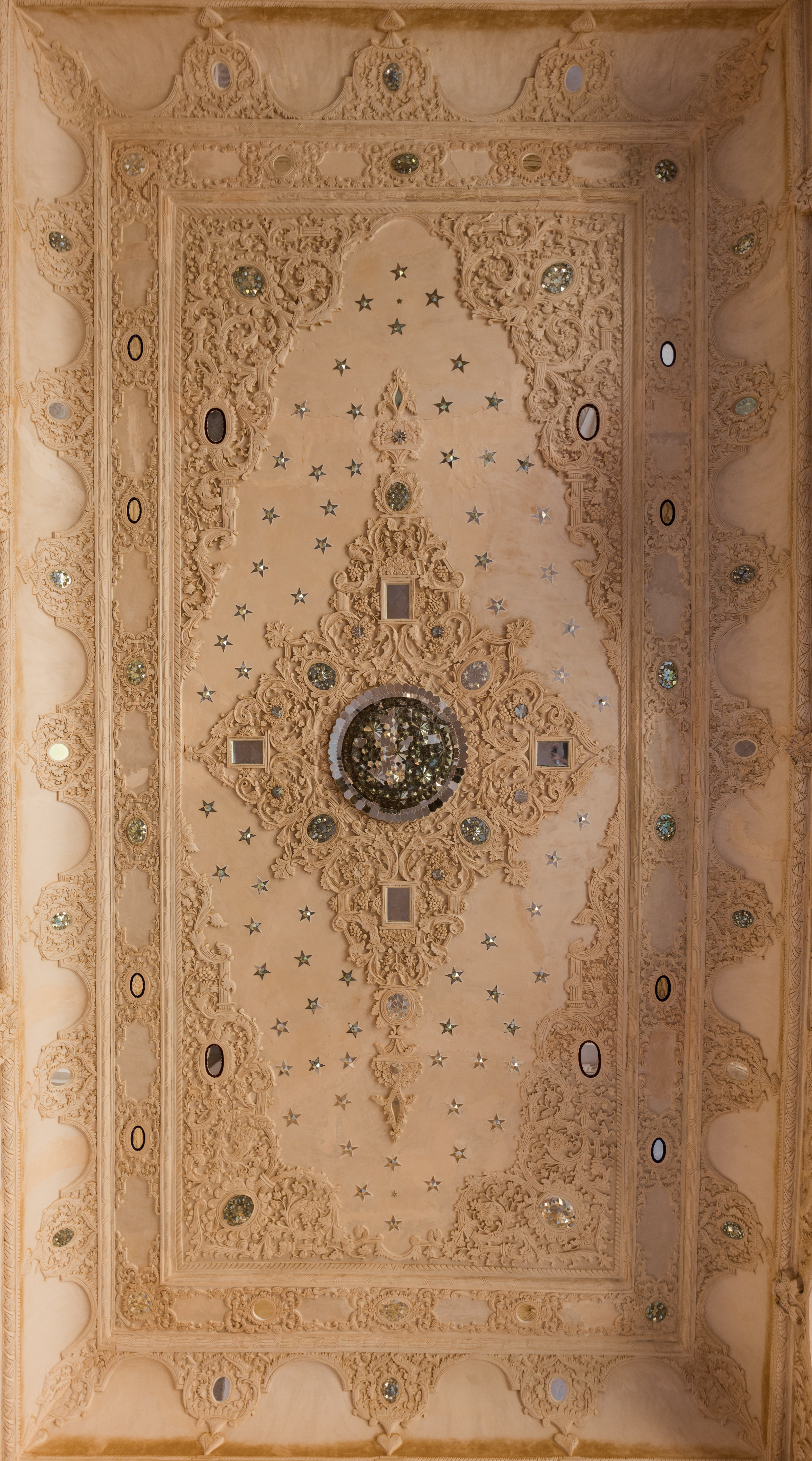
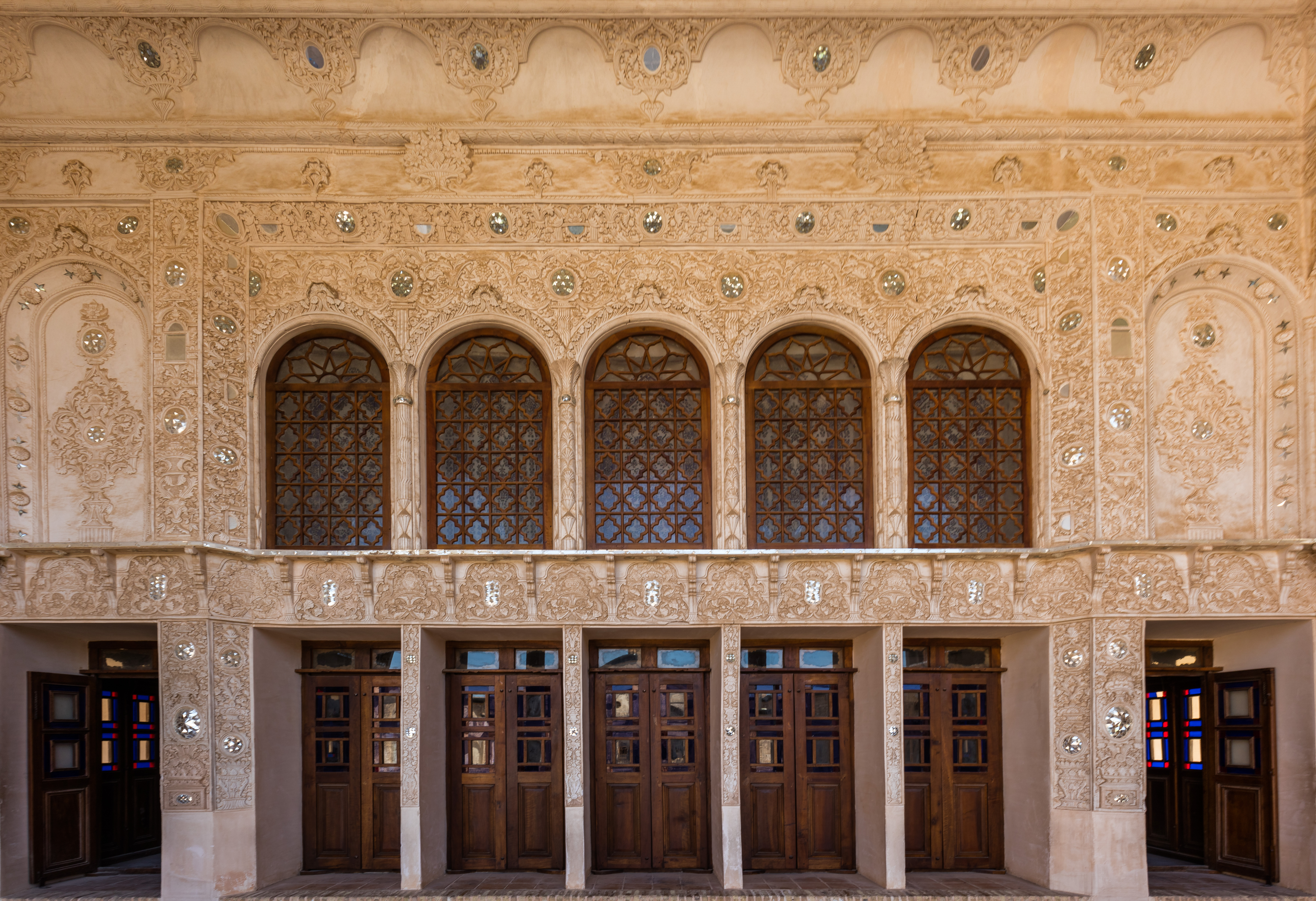
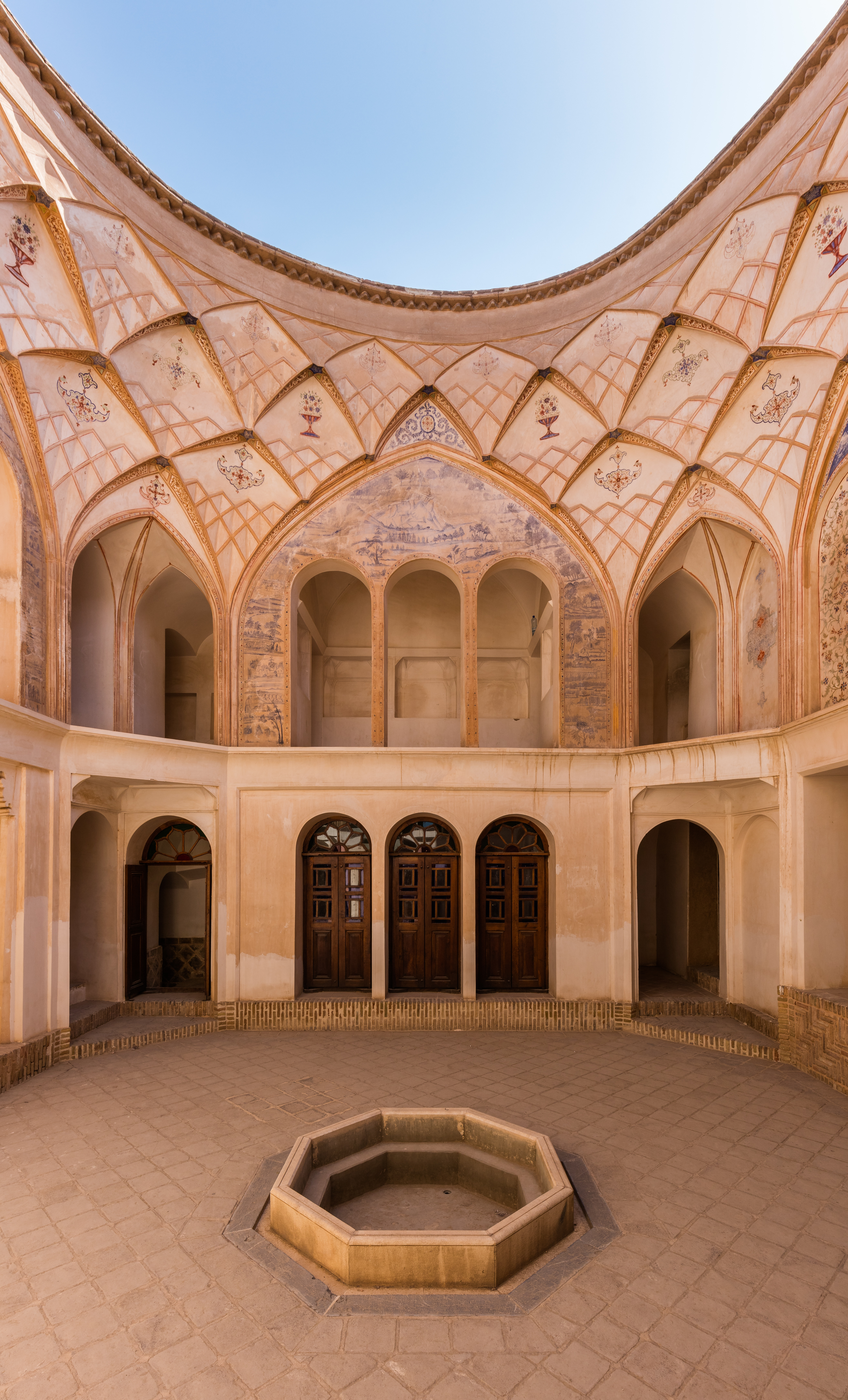